# Wolfgang Büser
Wolfgang Büser (* 2. April 1938 in Dortmund; † 8. Oktober 2024 in Kamen) war ein deutscher Fachjournalist für Rechtsthemen.

## Leben
Büser arbeitete nach einer Lehre zuerst für eine gesetzliche Krankenversicherung (für die AOK Dortmund und das AOK-Bildungszentrum Westfalen). 1984 gründete er das Redaktionsbüro Büser und nahm seine Tätigkeit als freier Journalist für Rechtsthemen auf.
Zwischen 1989 und 1999 war er täglich im Sat.1-Frühstücksfernsehen zu sehen. Von 1999 bis 2003 stand Büser für die tägliche ZDF-Gerichtsshow Streit um drei vor der Kamera. Im Morgenmagazin der ARD trat er zehn Jahre lang bis Ende 2014 alle zwei Wochen als Rechtsexperte des Morgenmagazins auf.  Später beschränkte Wolfgang Büser aus Altersgründen seine Fernsehpräsenz auf Experten-Auftritte in der ZDF drehscheibe. Im Rundfunk trat er regelmäßig im Spreeradio Berlin sowie bei WDR 4 auf.
Er war in einer Vielzahl von Printmedien tätig, unter anderem für die Augsburger Allgemeine, den Berliner Kurier, das Darmstädter Echo, den Kölner Stadtanzeiger, den Münchner Merkur, die Neue Osnabrücker Zeitung, die Ruhr Nachrichten und die Westfälischen Nachrichten. Im Netz findet man ihn beispielsweise bei Bild plus und auf Online-Auftritten der Funke Mediengruppe. In der Wochenzeitschrift Bild der Frau stand er bis Ende 2016 einmal im Monat als Rechtsexperte am „Leser-Telefon“ Rede und Antwort. In Talkrunden war er zu Gast bei Kerner (2008, 2009),, Riverboat (2011) Menschen bei Maischberger (2011) und Beckmann (2014).
Wolfgang Büser war verheiratet und hatte zwei Kinder.

## Publikationen
- Kursbuch Kranken- und Pflegeversicherung (1998).
- Wolfgang Büsers Erfolgstips Steuern sparen für Arbeitnehmer und Rentner (1991).
- Ärger im Straßenverkehr. Alltagsfälle vor dem Amtsgericht (2000).
- Ärger mit dem Ex. Alltagsfälle vor dem Amtsgericht (2000).
- Ärger im Urlaub (2000).
- Ärger mit dem Chef (2000).
- Ärger mit der Miete (2001).
- Ärger mit dem Service (2001).